# Akane Yamaguchi
Akane Yamaguchi  (født 6. juni 1997) er en japansk badmintonspiller. Hun er to gange juniorverdensmester i single.
Under sommer-OL 2020 i Tokyo blev hun elimineret i kvartfinalen i single.